# Giovanni Battista Ferreti
Giovanni Battista Ferreti, né vers 1640 à Vicence et mort en 1682, est un antiquaire et archéologue italien.

## Biographie
Né à Vicence en 1639, fit ses études avec distinction dans les écoles publiques de cette ville, et entra ensuite dans l’ordre des Bénédictins de la congrégation du mont Cassin. Il s’appliqua avec beaucoup d’ardeur à la recherche des antiquités et entreprit plusieurs ouvrages qu’il ne put terminer, ayant été enlevé par une mort prématurée en 1682, à l’âge de 43 ans. Le seul livre qu’il ait publié est intitulé : Musæ lapidariæ antiquorum in marmoribus carmina seu deorum donaria, hominumque illustrium obliterata monumenta et deperdita epitaphia, Vérone, 1672, in-fol., rare. C’est le recueil de toutes les inscriptions en vers qui se trouvent dans Gruter ; l’auteur y en a ajouté plusieurs d’inédites, et a donné l’explication de toutes ces petites pièces dans des notes très-savantes. Il dédia cet ouvrage au Dauphin, et Louis XIV l’en récompensa par un présent considérable. Ce prince, qui cherchait à fixer dans ses États tous les hommes de mérite, lui fit même offrir le titre de son historiographe avec une pension, s’il voulait venir habiter la France ; mais il mourut au milieu des préparatifs de son voyage. 

## Œuvres
- Musæ lapidariæ antiquorum in marmoribus carmina, Veronæ, typis Antonij de Rubeis, 1672 (lire en ligne).

Le P. Ferreti avait donné la liste de douze ouvrages qu’il se proposait de faire paraître successivement. Dans le nombre, on doit surtout regretter la perte des suivants :
- Bibliothecarum deperditarum opus : c’était le catalogue des ouvrages grecs et latins qui ne nous sont point parvenus, et qu’il évalue à près de cent mille ;
- Antiquorum subterranea : c’était l’indication des morceaux les plus précieux de l’antiquité qui ont été retrouvés dans des fouilles, et la liste de ceux qu’on pouvait espérer de recouvrer par de nouvelles recherches.